# Маслівська сільська рада (Шполянський район)
Ма́слівська сільська́ ра́да — адміністративно-територіальна одиниця та орган місцевого самоврядування у Шполянському районі Черкаської області. Адміністративний центр — село Маслове.

## Загальні відомості
- Населення ради: 328 осіб (станом на 2001 рік)

## Населені пункти
Сільській раді підпорядковані населені пункти:
- с. Маслове

## Склад ради
Рада складалася з 12 депутатів та голови.
- Голова ради: Олехнович Марія Григорівна
- Секретар ради: Манжос Людмила Володимирівна

### Керівний склад попередніх скликань
| Прізвище, ім'я, по батькові | Основні відомості                                                                     | Дата обрання | Дата звільнення |
| --------------------------- | ------------------------------------------------------------------------------------- | ------------ | --------------- |
| Бідний Олександр Васильович | Сільський голова, 1973 року народження, член Всеукраїнського об'єднання «Батьківщина» | 26.03.2006   | 25.06.2009      |
| Олехнович Марія Григорівна  | Сільський голова, 1962 року народження, освіта вища, позапартійна                     | 20.06.2010   | 31.10.2010      |
| Олехнович Марія Григорівна  | Сільський голова, 1962 року народження, освіта вища, позапартійна                     | 31.10.2010   |                 |

Примітка: таблиця складена за даними сайту Верховної Ради України

### Депутати
За результатами місцевих виборів 2010 року депутатами ради стали:

#### За суб'єктами висування
| Суб'єкт висування                                       | Кількість обраних депутатів | %   |
| ------------------------------------------------------- | --------------------------- | --- |
| Партія регіонів                                         | 9                           | 75  |
| Комуністична партія України                             | 1                           | 8,3 |
| Самовисування                                           | 1                           | 8,3 |
| Соціально-екологічна партія «Союз. Чорнобиль. Україна.» | 1                           | 8,3 |

#### За округами
| № округу                                                | Прізвище, ім'я, по батькові     | Дата визнання обраним | Освіта             | Партійна приналежність | Відомості про обраного депутата              |
| ------------------------------------------------------- | ------------------------------- | --------------------- | ------------------ | ---------------------- | -------------------------------------------- |
| Комуністична партія України                             |                                 |                       |                    |                        |                                              |
| 11                                                      | Русанова Ольга Володимирівна    | 04.11.2010            | середня            | позапартійна           | пенсіонер                                    |
| Партія регіонів                                         |                                 |                       |                    |                        |                                              |
| 1                                                       | Штовбонька Валентина Миколаївна | 04.11.2010            | середня            | позапартійна           | ЦПВ№ 6, листоноша                            |
| 2                                                       | Орел Оксана Василівна           | 04.11.2010            | середня            | позапартійна           |                                              |
| 3                                                       | Аргатюк Людмила Валентинівна    | 04.11.2010            | середня            | позапартійна           | Маслівська сільська рада, головний бухгалтер |
| 6                                                       | Маліцький Микола Петрович       | 04.11.2010            | середня спеціальна | позапартійний          | СТОВ «ЛНЗ-Агро», обліковець                  |
| 7                                                       | Кваша Валентина Олександрівна   | 04.11.2010            | середня            | позапартійна           |                                              |
| 8                                                       | Мельник Наталія Володимирівна   | 04.11.2010            | середня            | позапартійна           |                                              |
| 9                                                       | Плосконос Юрій Борисович        | 04.11.2010            | вища               | позапартійний          | Маслівська сільська рада, землевпорядник     |
| 10                                                      | Пасічниченко Олена Григорівна   | 04.11.2010            | середня            | позапартійна           | Маслівська сільська рада, зав. клубу         |
| 12                                                      | Мельник Олександр Васильович    | 04.11.2010            | середня            | позапартійний          |                                              |
| Соціально-екологічна партія «Союз. Чорнобиль. Україна.» |                                 |                       |                    |                        |                                              |
| 4                                                       | Сінчук Андрій Павлович          | 04.11.2010            | середня спеціальна | позапартійний          |                                              |
| Самовисування                                           |                                 |                       |                    |                        |                                              |
| 5                                                       | Курильчик Світлана Сергіївна    | 06.08.2012            | середня            | позапартійна           | тимчасово не працює                          |